# Xu Jianping
Xu Jianping (en chino, 許建平; Dalian, China; 1 de febrero de 1955 - Dalian, China; 15 de diciembre de 2015) fue un futbolista de China que jugaba en la posición de guardameta.

## Carrera

### Club
| Periodo   | Club         |
| --------- | ------------ |
| 1972–1984 | Liaoning FC  |
| 1985–1989 | Dalian Shide |
| 1989-1990 | Tianjin City |

### Selección nacional
Jugó para China de 1980 a 1986 en 17 partidos y jugó en la Copa Asiática 1980, y en los Juegos Asiáticos de 1986.

## Muerte
Xu Jianping muere el 15 de diciembre de 2015 de cáncer estomacal en Dalian a los 60 años.